# Mancinelli y familia
Mancinelli y familia fue una telecomedia de Canal 13 que se emitió en noviembre de 1980 y terminó en junio de 1981. Creada por Hugo Moser, estaba protagonizada por Alberto Martín y María del Carmen Valenzuela.

## Elenco
- Alberto Martín ... Martín Mancinelli
- María del Carmen Valenzuela ... María del Carmen Pirusanto
- Marta González ... Agustina Mancinelli
- Johnny Tedesco ... Johnny Mancinelli
- Luis Hernández ... Luisito Mancinelli[2]
- Carlos Moreno ... tío Carlos
- Tincho Zabala ... Beto Pirusanto
- Diana Maggi ... Diana de Pirusanto
- Karina Terén ... Karina Pirusanto
- Pepe Novoa ... Pepe Zapata
- Haydee Padilla ... Chona Zapata
- Rubén Green
- María Noel
- Elena Sedova

## Datos adicionales
- En un episodio estuvo de visita el grupo musical estadounidense Village People, que cantó dos temas.[3]